# Алфа Кентаури
Алфа Кентаури или α Cen или Толиман је најсјајнија звезда у сазвежђу Кентаур (Centaurus), које је видљиво од јануара до јула, а кулминира током априла и није видљиво са северне полулопте на географским ширинама већим од 30°. Алфа Кентаур је Земљи најближа звезда, после Сунца.
Иако је најближа звезда Земљи (после Сунца) тек је пета по сјају са својом привидном магнитудом 0,06, а налази се на 4,3 светлосне године од Земље. Координате Алфа Кентаура у сферном небеском екваторском координатном систему су 14 сати и 36 минута (ректасцензија) и -60°38' (деклинација). Ова звезда припада спектралној класи G2 (према Харвардској спектралној класификацији), као и Сунце.
Алфа Кентаури је тројни систем, чији члан је и Проксима Кентаури, најближа звезда Сунцу.

## Процене растојања
| Извор                           | Паралакса () | Растојање ()          | Растојање ()       | Растојање ()     | Референце                   |
| ------------------------------- | ------------ | --------------------- | ------------------ | ---------------- | --------------------------- |
| Хендерсон (1839)                | 1160±110     | 0,86+0,09 −0,07       | 2.57 ± 0.53        | 26,6+2,8 −2,3    | [ 15 ]                      |
| Хендерсон (1842)                | 912,8±64     | 1.03 ± 0.15           | 3.34 ± 0.5         | 33,8+2,5 −2,2    | [ 16 ]                      |
| Маклир (1851)                   | 918,7±34     | 1,09±0,04             | 3,55+0,14 −0,13    | 32.4 ± 2.5       | [ 17 ]                      |
| Моеста (1868)                   | 880±68       | 1,14+0,10 −0,08       | 3,71+0,31 −0,27    | 35,1+2,9 −2,5    | [ 18 ]                      |
| Гил & Елкин (1885)              | 750±10       | 1,333±0,018           | 4,35±0,06          | 41,1+0,6 −0,5    | [ 19 ]                      |
| Робертс (1895)                  | 710±50       | 1.32 ± 0.2            | 4.29 ± 0.65        | 43,5+3,3 −2,9    | [ 20 ]                      |
| Вули et al. (1970)              | 743±7        | 1,346±0,013           | 4,39±0,04          | 41,5±0,4         | [ 21 ]                      |
| Глис & Јахреiб (1991)           | 749,0±4,7    | 1,335±0,008           | 4,355±0,027        | 41,20±0,26       | [ 22 ]                      |
| ван Алтена et al. (1995)        | 749,9±5,4    | 1,334±0,010           | 4,349+0,032 −0,031 | 41,15+0,30 −0,29 | [ 23 ]                      |
| Периман et al. (1997) (A and B) | 742,12±1,40  | 1,3475±0,0025         | 4,395±0,008        | 41,58±0,08       | [ 24 ] [ 25 ] [ 26 ] [ 27 ] |
| Седерхјелм (1999)               | 747,1±1,2    | 1,3385+0,0022 −0,0021 | 4,366±0,007        | 41,30±0,07       | [ 28 ]                      |
| ван Лиувен (2007) (A)           | 754,81±4,11  | 1,325±0,007           | 4,321+0,024 −0,023 | 40,88±0,22       | [ 29 ]                      |
| ван Лиувен (2007) (B)           | 796,92±25,90 | 1,25±0,04             | 4,09+0,14 −0,13    | 37.5 ± 2.5       | [ 30 ]                      |
| (2012)                          | 747,23±1,17  | 1,3383±0,0021         | 4,365±0,007        | 41,29±0,06       | [ 31 ]                      |

### Хипотетичне планете или експлорација
- „A Family Portrait of the Alpha Centauri System”. SpaceRef.com: 5. 2003. Bibcode:2003eso..pres....5. Приступљено 21. 3. 2003.[мртва веза]
- Thompson, Andrea (7. 3. 2008). „Nearest Star System Might Harbor Earth Twin”. SPACE.com. Архивирано из оригинала 2. 6. 2008. г. Приступљено 17. 7. 2008.